# Magnus Karlsson
Magnus Karlsson (26 novembre 1973) è un chitarrista e polistrumentista svedese.

## Biografia
Magnus Karlsson ha iniziato il suo percorso musicale sulla chitarra classica all'età di 10 anni. I suoi gusti musicali vengono fortemente ispirati dalla corrente musicale dell'NWOBHM e dall'ascolto di band come Iron Maiden, Dio, Judas Priest e Black Sabbath. Le sue principali influenze chitarristiche sono arrivate dall'ascolto di Steve Morse, Steve Vai e Allan Holdsworth. Ha suonato in svariate band metal e fusion e ha sviluppato uno stile che mescola musica metal e folk.
Il suo primo progetto musicale acclamato dalla critica è stato con i Last Tribe, band con la quale ha pubblicato ben tre album.
Nel 2004, Magnus fu ingaggiato come session man per un progetto realizzato da Frontiers Records; il disco vide due dei più acclamati cantanti heavy metal del momento duettare e duellare su canzoni composte da Karlsson stesso. I cantanti coinvolti furono Russell Allen (Symphony X) e Jørn Lande (Jorn, Avantasia, ex- Masterplan) e il progetto fu chiamato semplicemente Allen/Lande.
Nello stesso anno Karlsson ha iniziato a comporre delle canzoni per un progetto che coinvolgeva il cantante Tony Harnell (TNT), il batterista John Macaluso (Ark, TNT, Yngwie Malmsteen) ed il bassista Fabrizio Grossi (Steve Vai) che diventeranno in seguito la band Starbreaker.
Nel 2008, ha lavorato con l'ex cantante dei Magnum, Bob Catley, nel suo album da solista Immortal scrivendone quasi tutti brani.
Nel 2009, Magnus entra a far parte della band metal tedesca Primal Fear apportando grandi contributi alla stesura delle composizioni.
Ha inoltre collaborato con il bassista e leader della band, Mat Sinner, sia ad alcuni dischi dei Sinner, sia ad una serie di progetti pubblicati da Frontiers Records, come: Kiske/Somerville (un altro progetto di duetti, con l'ex - Helloween Michael Kiske e Amanda Somerville) e il primo album da solista del frontman dei Primal Fear, Ralf Scheepers.
Il 14 giugno 2013 la Frontiers Records pubblica il primo progetto solista di Magnus dal nome "Magnus Karlsson's Free Fall" (anche conosciuto semplicemente come Free Fall); anche questo album vede la presenza di molti special guest tra cui: Russell Allen, Ralf Scheepers, Tony Harnell, Rickard Bengtsson (ex-Last Tribe), Mark Boals (che collaborò con Magnus nel progetto The Codex), Mike Andersson (col quale collaborò nei Planet Alliance), David Readman (Pink Cream 69, Voodoo Circle), Rick Altzi (At Vance, Masterplan) e Herman Saming (ACT). Magnus canta anche tre brani dell'album stesso oltre a suonare tutti gli strumenti, eccetto la batteria, qui registrata da Daniel Flores (anch'egli nei The Codex).
In questi anni sono numerosi i progetti che vedono il chitarrista svedese tra gli autori di qualche brano o come semplice special guest, tra questi anche il progetto hard rock melodico Place Vendome, per il quale compone le canzoni 'My Guardian Angel' (nell'album  Streets of Fire)  e 'Break Out' (nel successivo Thunder in the distance ).
Il secondo albumo dei Free Fall Kingdom of Rock esce nel 2015 e vede tra gli ospiti i soliti nomi noti del settore: Jørn Lande, Tony Martin (ex- Black Sabbath), Joe Lynn Turner (ex-Rainbow, ex-Deep Purple), Jakob Samuel (The Poodles, Harry Hess, Harem Scarem),
Rebecca De La Moite, Tony Harnell, Rick Altzi e David Readman. Le parti di batteria vengono registrate da Jaime Salazar, che ha collaborato con Magnus nei Last Tribe, Planet Alliance, Midnight Sun e nel progetto Allen/Lande.
Nel 2017 nascono i The Ferrymen; l'album omonimo vede alla batteria il celebre session man Mike Terrana (ex-Axel Rudi Pell, ex-Masterplan) e il cantante Ronnie Romero (Lords of Black, Rainbow).

## Discografia
Midnight Sun 
- 1999 - Nemesis
- 2001 - Metal Machine

 Last Tribe 
- 2001 - The Ritual
- 2002 - Witch Dance
- 2003 - The Uncrowned

 Starbreaker 
- 2005 - Starbreaker

 The Codex 
- 2007 - The Codex

 Allen/Lande 
- 2005 - The Battle
- 2007 - The Revenge
- 2010 - The Showdown

 Bob Catley 
- 2008 - Immortal

 Primal Fear 
- 2009 - 16.6 (Before the Devil Knows You're Dead)
- 2012 - Unbreakable
- 2014 - Delivering the Black
- 2016 - Rulebreaker
- 2018 - Apocalypse
- 2020 - Metal Commando

 Kiske/Somerville 
- 2010 - Kiske/Somerville
- 2015 - City of Heroes

 Free Fall 
- 2013 - Magnus Karlsson's Free Fall
- 2015 - Kingdom of Rock
- 2020 - We Are the Night

 The Ferrymen 
- 2017 - The Ferrymen